# Coca-Cola Bottling Company of Cape Cod
La Coca-Cola Bottling Company of Cape Cod était un embouteilleur de boissons gazeuses Coca-Cola, Dr Pepper et Canada Dry situé à Sandwich, dans le Massachusetts aux États-Unis . L'entreprise a été rachetée en 2000 par la Coca-Cola Bottling Company of Northern New England, filiale de la brasserie japonaise Kirin. 

## L'histoire
L'entreprise a été fondée en 1939 par Musch Kayajan. Il a quitté l'entreprise familiale Nemasket Spring Water Company de Middleboro pour ouvrir sa propre franchise de Coca-Cola à Sagamore, à côté de l'actuel Cape Cod Factory Outlet Mall. En 1965, Musch Kayajan décède et son fils John Kayajan reprend l'entreprise avec sa mère Amelia, qui décède en 1984. Le 16 mai 1984, l'entreprise ouvre une usine de fabrication de 80 000 pieds carrés (7 432 mètres carrés) à Sandwich,. 

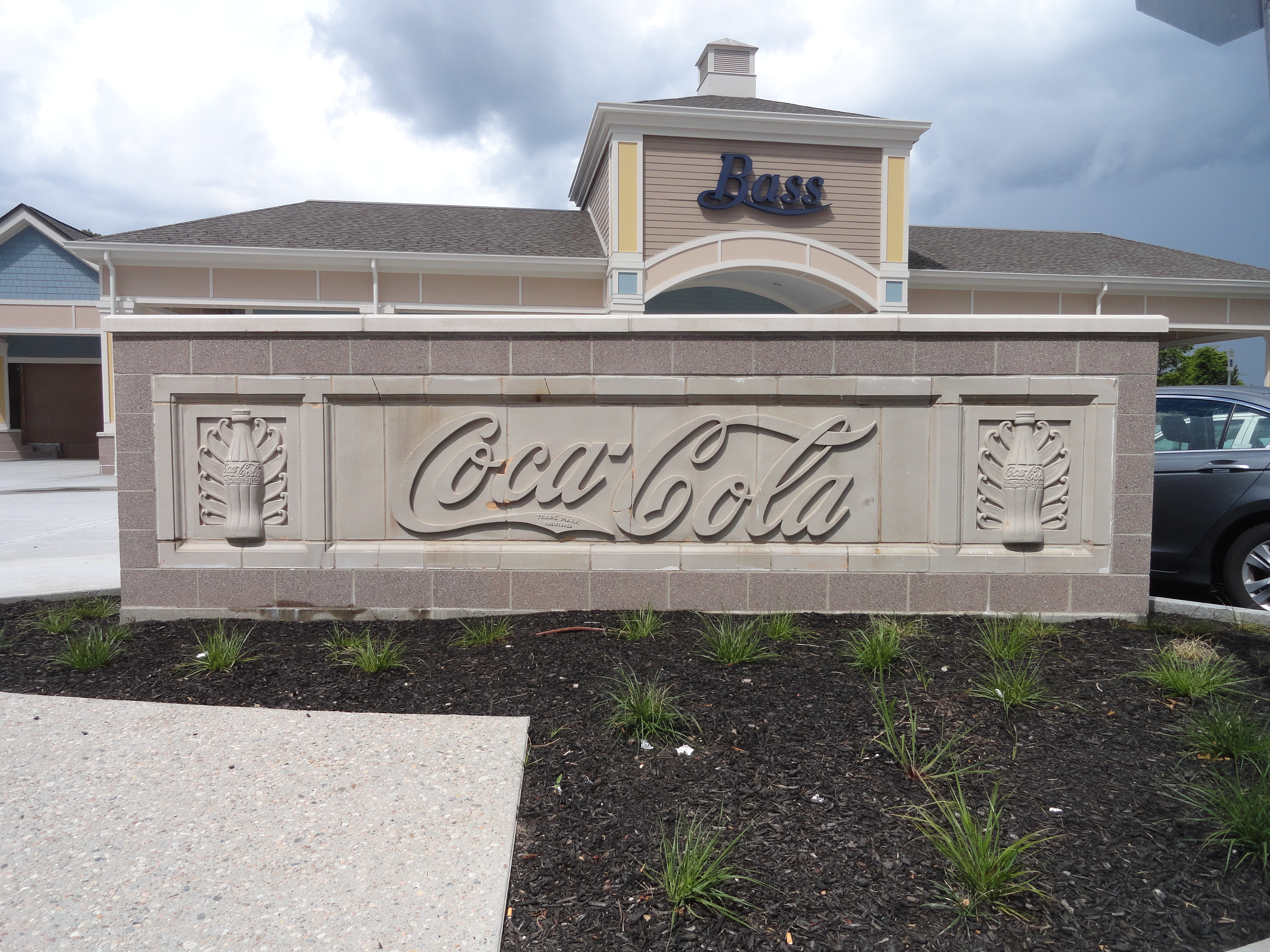
Plaque commémorative de l'emplacement d'origine de l'usine à Sandwich.

Entre 1989 et 1991, l'entreprise n'a pas mis en bouteille en raison de problèmes de traitement des eaux usées sur le site. Le problème a fait l'objet d'un litige en justice, nommé Coca-Cola Bottling Co. of Cape Cod v. Weston & Sampson Engineers, Inc. à partir de  1998. En 1991, la mise en bouteille reprend grâce à un accord conclu avec une société extérieure pour transporter l'eau traitée hors du site. De son côté, Weston & Sampson Engineers, basée à Chatham, a été condamnée à payer 2,52 millions de dollars pour rupture de contrat avec la société des eaux Nantucket Natural puis a fait faillite. 
L'entreprise des Kayajan a continué la mise en bouteille jusqu'en 1997, date à laquelle l'usine n'est plus rentable et la société commence à acheter des sodas et des boissons auprès d'un embouteilleur proche, la Coca-Cola Bottling Company of Northern New England. 
Le 7 janvier 2000, l'usine de Sandwich qui avait été transformée en centre de distribution et de marketing est mise en vente. La Coca-Cola Bottling Company of Northern New England, filiale du japonais  Kirin Brewery Company, Ltd. achète la Coca-Cola Bottling Company of Cape Cod,.
En 2008, la société a organisé une foire commerciale qui a permis d'exposer les produits qu'elle vendait. Coca-Cola, en plus d'être un partenaire de longue date du Bourne Scallop Festival, est un partenaire de la Cape Cod Baseball League . Par exemple en 2009, la société a sélectionné un lanceur et un joueur chaque semaine de la saison et les a nommé "personne exceptionnelle".